# Centrale nucléaire de Kalinine
La centrale nucléaire de Kalinine (en russe : Калининская АЭС, Kalininskaïa AES) est située près de la ville d'Oudomlia, à environ 260 km au nord-ouest de Moscou, dans l'oblast de Tver, en Russie.

## Deux réacteurs en projet
Fin août 2008, Rosatom a autorisé la construction de deux nouvelles tranches (réacteurs VVER 1200 également nommés AES-2006, au lieu des VVER 1000 initialement prévus). Il s'agirait selon WNN et la revue Enerpress de produire du courant à vendre à des pays voisins, ce qui pourrait concurrencer le projet balte voisin de remplacement de la centrale d'Ignalina (Lituanie).
Le bloc no 3 a été arrêté le 2 avril 2009 en raison d'une défaillance sur une turbo génératrice.

## Description
La centrale est équipée à ce jour de quatre réacteurs à eau pressurisée du type VVER de 1000 MWe qui alimentent  le système énergétique uni du centre via des lignes à haute tension vers Tver, Moscou, Saint-Pétersbourg, Vladimir et Tcherepovets :
| Nom du réacteur | Modèle        | Puissance brute(MW) | Puissance nette(MW) | Début de construction | Raccordement au réseau | Mise en service commerciale |
| --------------- | ------------- | ------------------- | ------------------- | --------------------- | ---------------------- | --------------------------- |
| Kalinine-1      | VVER-1000/338 | 1000                | 950                 | 01.02.1977            | 09.05.1984             | 12.06.1985                  |
| Kalinine-2      | VVER-1000/338 | 1000                | 950                 | 01.02.1982            | 03.12.1986             | 03.03.1987                  |
| Kalinine-3      | VVER-1000/320 | 1000                | 950                 | 01.10.1985            | 16.12.2004             | 08.11.2005                  |
| Kalinine-4      | VVER-1000/320 | 1000                | 950                 | 01.08.1986            | 24.11.2011             | 25.12.2012                  |

Le propriétaire exploitant de la centrale est l'entreprise d'État Rosenergoatom, qui approvisionne en électricité les villes de Moscou, Saint-Pétersbourg et Vladimir.

## Sécurité et accidents

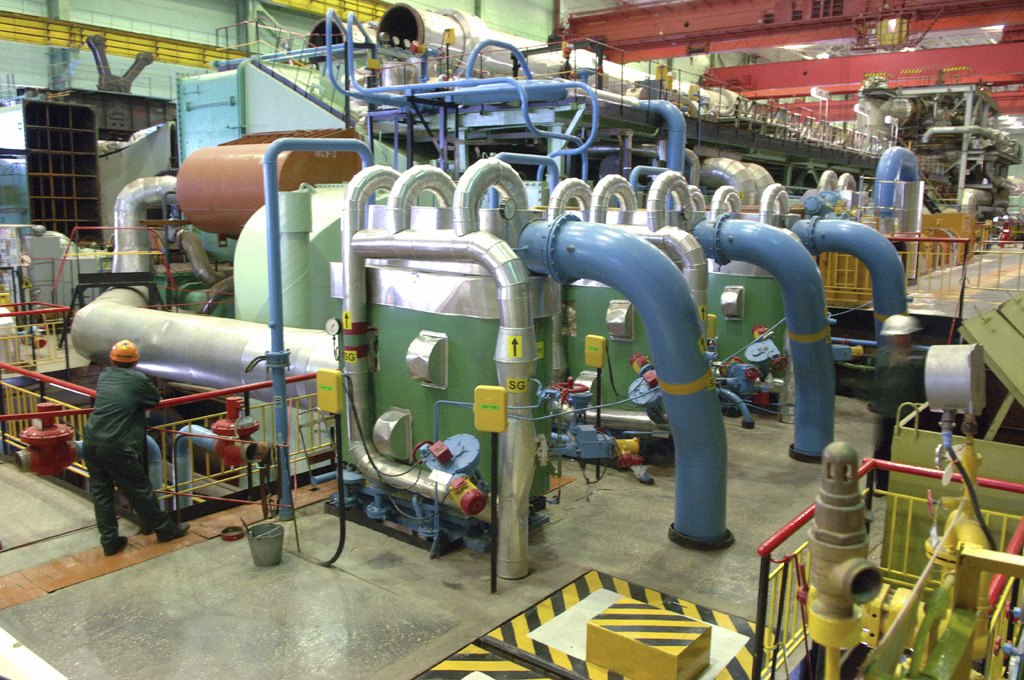
Salle des turbines du groupe électrogène n°2 de la centrale nucléaire de Kalinin à Udomlya.

Le 23 juillet 2010, un incendie à la centrale nucléaire de Kalinine arrête le réacteur n° 1 car  un transformateur de la centrale a pris feu. Le bureau de presse de Rosenergoatom a indiqué que le dimanche 25 juillet à 10h15, le réacteur n°1 a été remis en service après un arrêt temporaire.
Le 18 mars 2011, quelques jours après la catastrophe de Fukushima au Japon, les ingénieurs ont ouvert les portes de la centrale aux journalistes vendredi pour s'efforcer de montrer que ses réacteurs sont fiables.
Le 26 novembre 2011, l'unité n°3 de la centrale nucléaire de Kalinin subit une explosion d'hydrogène, en raison d'erreurs du personnel lors des essais hydrauliques du circuit primaire, combinées à des lacunes dans la procédure (la ventilation forcée à l'azote du volume sous le couvercle du réacteur n'a pas été effectuée lorsque le réacteur était dans un état scellé).
Le 18 et 19 septembre 2013, le CEA participe en tant qu’observateur à un exercice de crise à la centrale nucléaire de Kalinin.

## Culture populaire
- L'une des missions du jeu vidéo Act of War: Direct Action se déroule dans la centrale nucléaire de Kalinine.